# Socarnoides eugenovi
Socarnoides eugenovi är en kräftdjursart som beskrevs av Gurjanova 1934. Socarnoides eugenovi ingår i släktet Socarnoides och familjen Lysianassidae. Inga underarter finns listade i Catalogue of Life.